# NGC 7469
NGC 7469 je prečkasta spiralna galaktika u zviježđu Pegazu. U međudjelovanju je s galaktikom IC 5283.

## Vanjske poveznice
- (engl.) SEDS: NGC 7469
- (engl.) Hartmut Frommert: Revidirani Novi opći katalog
- (engl.) Izvangalaktička baza podataka NASA-e i IPAC-a
- (engl.) Astronomska baza podataka SIMBAD
- (engl.) VizieR
- DSS-ova slika NGC 7469  Arhivirana inačica izvorne stranice od 4. ožujka 2016. (Wayback Machine)
- (engl.) Auke Slotegraaf: NGC 7469 Deep Sky Observer's Companion
- (engl.) Courtney Seligman: Objekti Novog općeg kataloga: NGC 7450 - 7499